# Associação Nauruana de Voleibol
A Associação Nauruana de Voleibol  (em inglêsːNauru Volleyball Association, NVA) é  uma organização fundada em 1951 que governa a prática de voleibol no Nauru, sendo membro da Federação Internacional de Voleibol e da Confederação Asiática de Voleibol, a entidade é responsável por  organizar  os campeonatos nacionais de  voleibol masculino e feminino no país.